# Kagenobu Yoshioka
Kagenobu Yoshioka é um personagem fictício que aparece nas revistas em quadrinhos americanas publicadas pela Marvel Comics. Criado por Akira Yoshida, sua primeira aparição foi em Elektra: The Hand #1 (Novembro de 2004). O personagem é retratado como um ninja e fundador do clã conhecido como "O Tentáculo".

## Biografia ficcional
Kagenobu Yoshioka era filho de um samurai que vivia com sua mãe solteira. Ao voltar para casa da pesca, Yoshioka vê sua mãe prestes a ser estuprada por um estrangeiro. Irritado, mata o estrangeiro, mas sua mãe assume o culpa. Como sua mãe é levada embora, ela deixa para trás uma marca de mão sangrenta em sua camisa, que se tornaria seu emblema. Ele é então visitado por Saburo Ishiyama que o leva e se torna seu sensei, treinando-o nos caminhos do bushido. Depois de treinar por dez anos, um adolescente Yoshioka deixa a escola para começar sua vida adulta.
Depois de três anos de treinamento, Yoshioka é convidado a retornar à escola de seu sensei por causa de sua morte. Ele faz as pazes com seu velho rival, Daisuke Sasaki, e juntos decidem se rebelar contra o governo formando com outros líderes da escola japonesa. O Tentáculo é visitado por um estrangeiro e sua filha Eliza Martinez que vêm para a escola na esperança de ser treinada. Depois de recusa-los várias vezes, Kagenobu finalmente aceita o que irrita Sasaki. Kagenobu pessoalmente treina Eliza e mata outro estrangeiro simplesmente porque ele não era japonês. Ele informa a Eliza que ela está cheia de raiva e é por isso que ela escolheu treinar com ele, depois os dois se apaixonam. Sasaki envia um membro do Tentáculo para matar Eliza, mas falha. Kagenobu descobre que o Tentáculo se tornou uma organização de mercenários; percebendo que sua escola está lentamente saindo de seu controle, Kagenobu luta e mata Sasaki.
Kagenobu e Eliza lutam contra os membros do Tentáculo, mas o primeiro é morto por seus alunos, uma vez leal. Eliza superada com tristeza se mata também.

## Em outras mídias

Peter Shinkoda como Nobu Yoshioka em Daredevil.

Nobu Yoshioka aparece na série de televisão Daredevil, onde ele é interpretado pelo ator Peter Shinkoda. Ele é um vilão secundário na primeira temporada e o principal antagonista da segunda temporada, como líder do Tentáculo. Foi originalmente relatado que o nome do personagem de Shinkoda seria "Hachiro", um nome que foi dado a um personagem diferente na segunda temporada. Sobre as motivações do personagem, Shinkoda disse: "Eu acho que ele é dirigido quase religiosamente, como Matt, exceto que as apostas podem ser mais altas para Nobu do que Matt. Eu acho que ele tem planos globais. Eles são enormes. Eles não estão apenas afetando ele." Nesta versão, Yoshioka é retratado como um representante moderno do Tentáculo que se une ao império crescente de Wilson Fisk. Ele luta com o Demolidor no nono episódio, onde consegue machucá-lo brutalmente antes de ser queimado. Ele retorna na segunda temporada revivido, mas com cicatrizes. Ele lidera o Tentáculo na busca de um candidato para atuar como "Céu Negro", que revela ser Elektra Natchios. Durante o final da segunda temporada, Demolidor luta e derruba Nobu de um telhado. Ele revive, mas é decapitado por Stick.